# 竹野村 (京都府船井郡)
竹野村（たけのむら）は、京都府船井郡にあった村。現在の京丹波町の南東端にあたる。

## 地理
- 山岳：三国岳
- 峠：観音峠、中山峠

## 歴史
- 1889年（明治22年）4月1日 - 町村制の施行により、高岡村・口八田村・新水戸村・水戸村の区域をもって発足。
- 1951年（昭和26年）4月1日 - 須知町に編入。同日竹野村廃止。

## 交通

### 道路
- 山陰街道（現・国道9号）